# Estromatèids

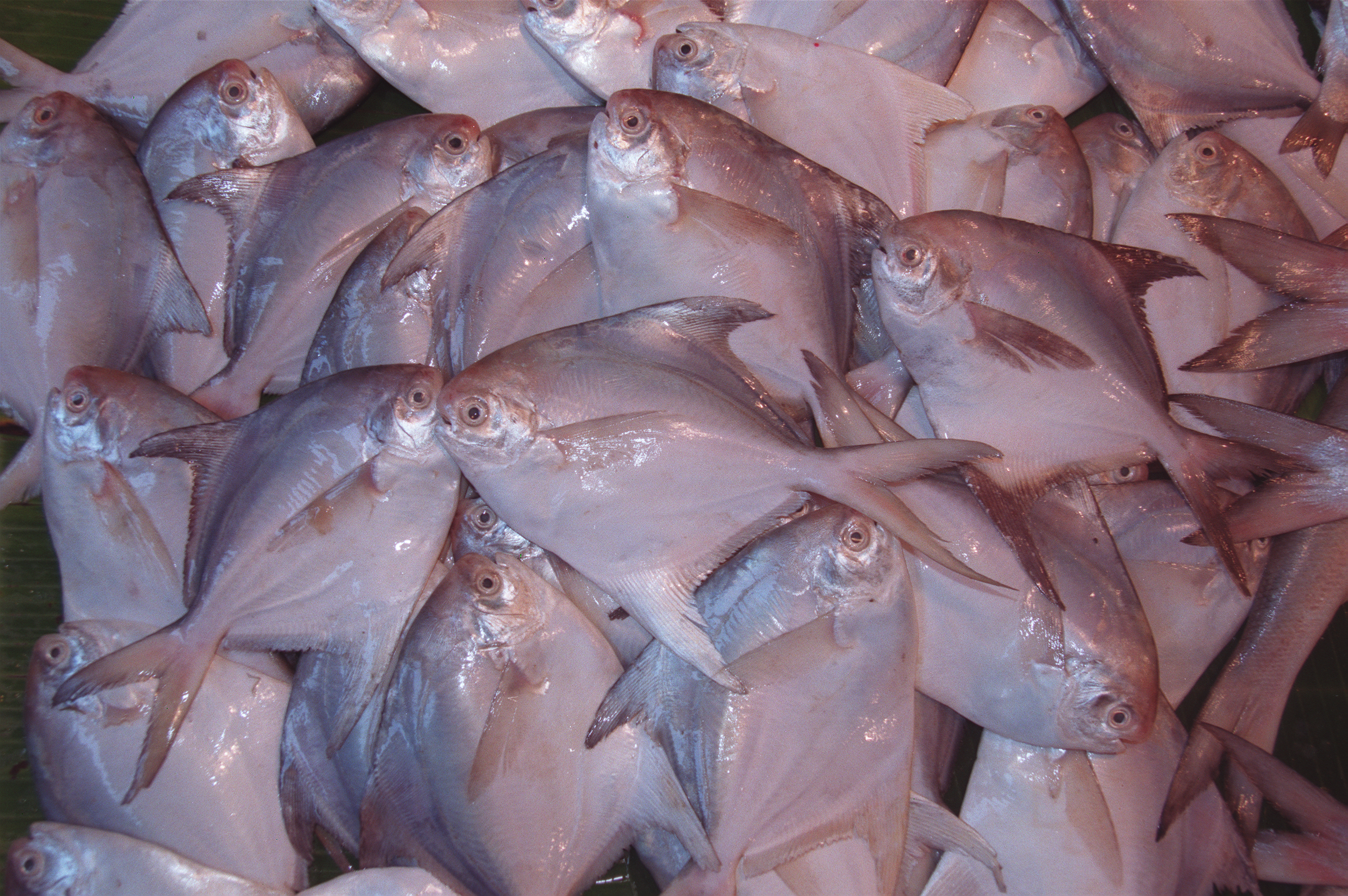
Pampus argenteus

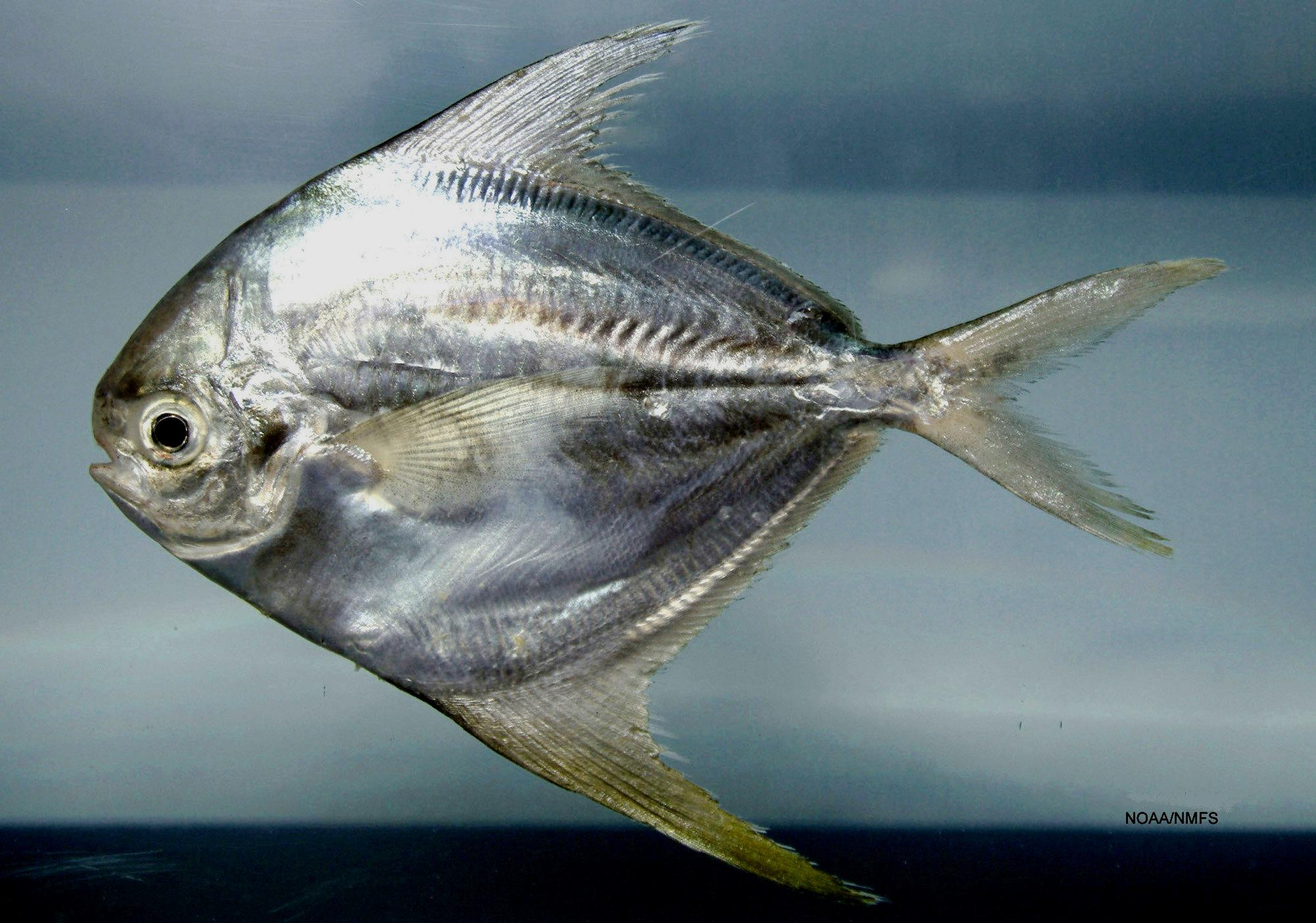
Peprilus paru del golf de Mèxic

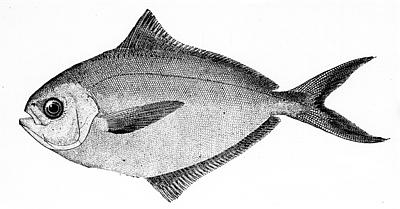
Peprilus triacanthus

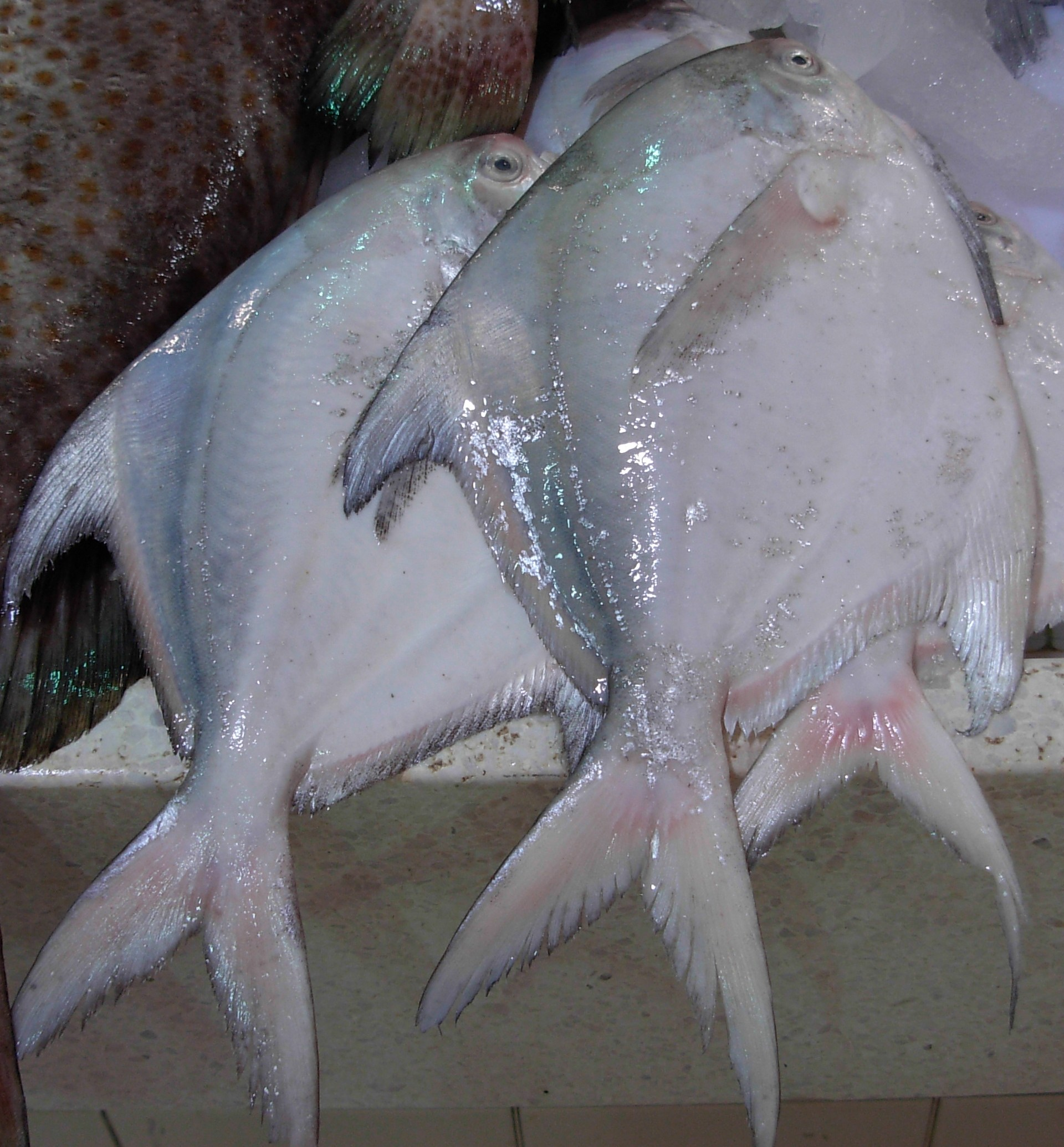
Pampus argenteus

Els estromatèids o estromateids (Stromateidae) constitueixen una família de peixos marins pertanyent a l'ordre dels perciformes.

## Etimologia
Del grec stromatos (cobrellit) i, també, stromataios,-ou (una mena de peix amb el cos aplanat i tacat).

## Descripció
Cos força alt i comprimit, de grandària mitjana i de color blau o argentat. Escates petites i cicloides, repartides per tot el cos llevat del cap. La línia lateral segueix el perfil dorsal. El cap presenta un perfil cònic i és alt amb la cara curta. Ulls petits i envoltats per un teixit adipós que s'estén fins als orificis nasals. Opercle prim i amb dues espines febles, planes i mal definides. Boca petita i amb dents petites, les quals tenen tres cúspides. Una única aleta dorsal d'aspecte subtriangular. Aleta anal amb una forma semblant a l'anterior i amb 2-6 espines i 30-50 radis tous. Aletes pectorals amples i una mica més llargues que la longitud del cap. No tenen aletes pelvianes o bé aquestes són rudimentàries. Aleta caudal rígida i força forcada. Presència de cintura pelviana.

## Reproducció
Les larves es troben al plàncton nerític.

## Hàbitat i distribució geogràfica
Generalment, són peixos pelàgics costaners d'aigües càlides i temperades, els quals es troben a la plataforma continental d'Amèrica (el Canadà, els Estats Units -com ara, la badia de Chesapeake-, el corrent de Califòrnia, Mèxic, Hondures, El Salvador, Costa Rica, Nicaragua, Panamà, Colòmbia, l'Equador, el Perú, Xile -incloent-hi l'arxipèlag Juan Fernández-, el corrent de Humboldt, l'Argentina, les illes Malvines, l'Uruguai, el Brasil, Guyana, la Guaiana Francesa, Surinam, el mar Carib, Veneçuela, Trinitat i Tobago, Grenada, Aruba, Curaçao, Barbados, la República Dominicana, Haití, Jamaica, Puerto Rico, Cuba, Guatemala i el golf de Mèxic), de l'Atlàntic oriental (la mar Mediterrània, la península Ibèrica, el Marroc, Mauritània, el corrent de Canàries, Cap Verd, Guinea Bissau, Guinea, la Costa d'Ivori, el Gabon, el corrent de Guinea, el corrent de Benguela, Angola, Namíbia i Sud-àfrica) i de la conca Indo-Pacífica (l'Aràbia Saudita, els Emirats Àrabs Units, Bahrain, Qatar, Oman, Kuwait, l'Iraq, l'Iran, el Pakistan, l'Índia -incloent-hi les illes Andaman-, Sri Lanka, Bangladesh, Myanmar, Tailàndia, Cambodja, la Xina -incloent-hi Hong Kong-, Taiwan, la península de Corea, el Japó, el Vietnam, Malàisia, Indonèsia i les illes Filipines).

## Cladograma
|  | Pampus argenteus (Euphrasen, 1788)                |
|  |                                                   |
|  | Pampus chinensis (Euphrasen, 1788)                |
|  |                                                   |
|  | Pampus echinogaster (Basilewsky, 1855)            |
|  |                                                   |
|  | Pampus minor (Liu & Li, 1998)                     |
|  |                                                   |
|  | Pampus punctatissimus (Temminck & Schlegel, 1845) |
|  |                                                   |

| Peprilus (Cuvier, 1829]) | \| \| Peprilus alepidotus (Linnaeus, 1766)[84] \| \| \| \| \| \| Peprilus burti (Fowler, 1944)[85] \| \| \| \| \| \| Peprilus medius (Peters, 1869)[86] \| \| \| \| \| \| Peprilus ovatus (Horn, 1970)[87] \| \| \| \| \| \| Peprilus paru (Linnaeus, 1758)[88] \| \| \| \| \| \| Peprilus simillimus (Ayres, 1860)[89] \| \| \| \| \| \| Peprilus snyderi (Gilbert & Starks, 1904)[90] \| \| \| \| \| \| Peprilus triacanthus (Peck, 1804)[91] \| \| \| \| |
|                          | \| \| Peprilus alepidotus (Linnaeus, 1766)[84] \| \| \| \| \| \| Peprilus burti (Fowler, 1944)[85] \| \| \| \| \| \| Peprilus medius (Peters, 1869)[86] \| \| \| \| \| \| Peprilus ovatus (Horn, 1970)[87] \| \| \| \| \| \| Peprilus paru (Linnaeus, 1758)[88] \| \| \| \| \| \| Peprilus simillimus (Ayres, 1860)[89] \| \| \| \| \| \| Peprilus snyderi (Gilbert & Starks, 1904)[90] \| \| \| \| \| \| Peprilus triacanthus (Peck, 1804)[91] \| \| \| \| |
|                          | Peprilus alepidotus (Linnaeus, 1766) |
|                          | |
|                          | Peprilus burti (Fowler, 1944) |
|                          | |
|                          | Peprilus medius (Peters, 1869) |
|                          | |
|                          | Peprilus ovatus (Horn, 1970) |
|                          | |
|                          | Peprilus paru (Linnaeus, 1758) |
|                          | |
|                          | Peprilus simillimus (Ayres, 1860) |
|                          | |
|                          | Peprilus snyderi (Gilbert & Starks, 1904) |
|                          | |
|                          | Peprilus triacanthus (Peck, 1804) |
|                          | |

|  | Peprilus alepidotus (Linnaeus, 1766)      |
|  |                                           |
|  | Peprilus burti (Fowler, 1944)             |
|  |                                           |
|  | Peprilus medius (Peters, 1869)            |
|  |                                           |
|  | Peprilus ovatus (Horn, 1970)              |
|  |                                           |
|  | Peprilus paru (Linnaeus, 1758)            |
|  |                                           |
|  | Peprilus simillimus (Ayres, 1860)         |
|  |                                           |
|  | Peprilus snyderi (Gilbert & Starks, 1904) |
|  |                                           |
|  | Peprilus triacanthus (Peck, 1804)         |
|  |                                           |

| Stromateus (Linnaeus, 1758) | \| \| Stromateus brasiliensis (Fowler, 1906)[92] \| \| \| \| \| \| Stromateus fiatola (Linnaeus, 1758)[88] \| \| \| \| \| \| Stromateus stellatus (Cuvier, 1829)[83][93][94][95][96][97][98][99][100] \| \| \| \| |
|                             | \| \| Stromateus brasiliensis (Fowler, 1906)[92] \| \| \| \| \| \| Stromateus fiatola (Linnaeus, 1758)[88] \| \| \| \| \| \| Stromateus stellatus (Cuvier, 1829)[83][93][94][95][96][97][98][99][100] \| \| \| \| |
|                             | Stromateus brasiliensis (Fowler, 1906) |
|                             | |
|                             | Stromateus fiatola (Linnaeus, 1758) |
|                             | |
|                             | Stromateus stellatus (Cuvier, 1829) |
|                             | |

|  | Stromateus brasiliensis (Fowler, 1906) |
|  |                                        |
|  | Stromateus fiatola (Linnaeus, 1758)    |
|  |                                        |
|  | Stromateus stellatus (Cuvier, 1829)    |
|  |                                        |

|  | Pampus argenteus (Euphrasen, 1788)                |
|  |                                                   |
|  | Pampus chinensis (Euphrasen, 1788)                |
|  |                                                   |
|  | Pampus echinogaster (Basilewsky, 1855)            |
|  |                                                   |
|  | Pampus minor (Liu & Li, 1998)                     |
|  |                                                   |
|  | Pampus punctatissimus (Temminck & Schlegel, 1845) |
|  |                                                   |

| Peprilus (Cuvier, 1829]) | \| \| Peprilus alepidotus (Linnaeus, 1766)[84] \| \| \| \| \| \| Peprilus burti (Fowler, 1944)[85] \| \| \| \| \| \| Peprilus medius (Peters, 1869)[86] \| \| \| \| \| \| Peprilus ovatus (Horn, 1970)[87] \| \| \| \| \| \| Peprilus paru (Linnaeus, 1758)[88] \| \| \| \| \| \| Peprilus simillimus (Ayres, 1860)[89] \| \| \| \| \| \| Peprilus snyderi (Gilbert & Starks, 1904)[90] \| \| \| \| \| \| Peprilus triacanthus (Peck, 1804)[91] \| \| \| \| |
|                          | \| \| Peprilus alepidotus (Linnaeus, 1766)[84] \| \| \| \| \| \| Peprilus burti (Fowler, 1944)[85] \| \| \| \| \| \| Peprilus medius (Peters, 1869)[86] \| \| \| \| \| \| Peprilus ovatus (Horn, 1970)[87] \| \| \| \| \| \| Peprilus paru (Linnaeus, 1758)[88] \| \| \| \| \| \| Peprilus simillimus (Ayres, 1860)[89] \| \| \| \| \| \| Peprilus snyderi (Gilbert & Starks, 1904)[90] \| \| \| \| \| \| Peprilus triacanthus (Peck, 1804)[91] \| \| \| \| |
|                          | Peprilus alepidotus (Linnaeus, 1766) |
|                          | |
|                          | Peprilus burti (Fowler, 1944) |
|                          | |
|                          | Peprilus medius (Peters, 1869) |
|                          | |
|                          | Peprilus ovatus (Horn, 1970) |
|                          | |
|                          | Peprilus paru (Linnaeus, 1758) |
|                          | |
|                          | Peprilus simillimus (Ayres, 1860) |
|                          | |
|                          | Peprilus snyderi (Gilbert & Starks, 1904) |
|                          | |
|                          | Peprilus triacanthus (Peck, 1804) |
|                          | |

|  | Peprilus alepidotus (Linnaeus, 1766)      |
|  |                                           |
|  | Peprilus burti (Fowler, 1944)             |
|  |                                           |
|  | Peprilus medius (Peters, 1869)            |
|  |                                           |
|  | Peprilus ovatus (Horn, 1970)              |
|  |                                           |
|  | Peprilus paru (Linnaeus, 1758)            |
|  |                                           |
|  | Peprilus simillimus (Ayres, 1860)         |
|  |                                           |
|  | Peprilus snyderi (Gilbert & Starks, 1904) |
|  |                                           |
|  | Peprilus triacanthus (Peck, 1804)         |
|  |                                           |

| Stromateus (Linnaeus, 1758) | \| \| Stromateus brasiliensis (Fowler, 1906)[92] \| \| \| \| \| \| Stromateus fiatola (Linnaeus, 1758)[88] \| \| \| \| \| \| Stromateus stellatus (Cuvier, 1829)[83][93][94][95][96][97][98][99][100] \| \| \| \| |
|                             | \| \| Stromateus brasiliensis (Fowler, 1906)[92] \| \| \| \| \| \| Stromateus fiatola (Linnaeus, 1758)[88] \| \| \| \| \| \| Stromateus stellatus (Cuvier, 1829)[83][93][94][95][96][97][98][99][100] \| \| \| \| |
|                             | Stromateus brasiliensis (Fowler, 1906) |
|                             | |
|                             | Stromateus fiatola (Linnaeus, 1758) |
|                             | |
|                             | Stromateus stellatus (Cuvier, 1829) |
|                             | |

|  | Stromateus brasiliensis (Fowler, 1906) |
|  |                                        |
|  | Stromateus fiatola (Linnaeus, 1758)    |
|  |                                        |
|  | Stromateus stellatus (Cuvier, 1829)    |
|  |                                        |

## Estat de conservació
Peprilus medius, Peprilus paru, Peprilus simillimus, Peprilus snyderi i Stromateus stellatus apareixen a la Llista Vermella de la UICN a causa d'un possible excés en les seues captures per part de les flotes pesqueres.

## Observacions
No formen part del comerç de peixos ornamentals.